# Armand Philippon
Armand Philippon (ur. 27 sierpnia 1761 w Rouen, zm. 4 maja 1836) – francuski wojskowy i oficer podczas rewolucji oraz I Cesarstwa. Choć zaciągnął się do wojska jako zwykły piechur, dosłużył się stopnia generała dywizji; w 1809 został uszlachcony i mianowany baronem. Był gubernatorem Badajoz w latach 1811–1812, do czasu zdobycia miasta przez siły brytyjsko-portugalskie. Po porażce został przetransportowany do Wielkiej Brytanii, jednakże złamał parol i powrócił do Francji. W stan spoczynku przeszedł 15 stycznia 1814.

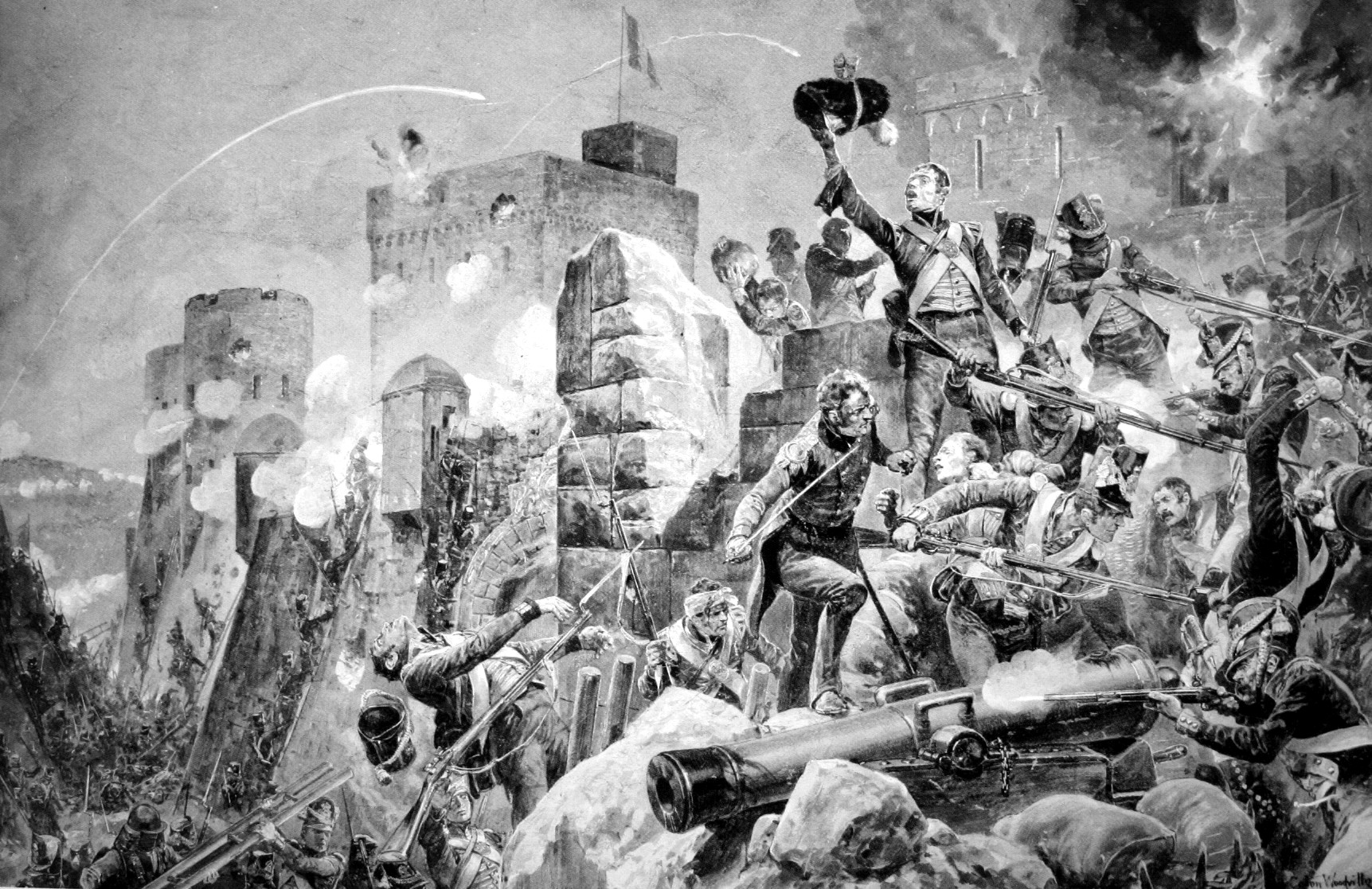
Oblężenie Badajoz